# Dove vai in vacanza?
Dove vai in vacanza? è un film collettivo del 1978, diviso in tre episodi indipendenti. Il primo, Sarò tutta per te, è diretto da Mauro Bolognini, il secondo, Sì buana, da Luciano Salce e il terzo, Le vacanze intelligenti, da Alberto Sordi.

## Episodi

### Sarò tutta per te
Enrico, a corto di compagnia femminile, decide di passare qualche giorno con l'ex moglie Giuliana nella villa dell'ex fidanzato di lei. Enrico contava di trascorrere un periodo romantico con l'ex consorte, ma l'imprevisto arrivo di amici, colleghi e persino dell'ex fidanzato della donna gli scompagina i programmi e manda all'aria i suoi piani.

### Sì, buana

L'agente dei Lloyd (Paolo Paoloni) nell'episodio Sì, buana

Versione caricaturale di Villaggio de La breve vita felice di Francis Macomber, primo de I quarantanove racconti di Hemingway a più riprese citato e parodiato durante il film. L'episodio racconta di Arturo, improvvisata guida turistica per safari africani organizzati da lui stesso, che si trova suo malgrado coinvolto nel subdolo omicidio del maturo Cavalier Colombi per mano della giovane moglie Margherita, la quale mira all'indennizzo dell'assicurazione pari a un miliardo di lire. Tutta la storia è raccontata dallo stesso Arturo, a suon di flashback, a un elegante turista straniero, poco loquace, che in cambio gli offre bevute gratis. Finito il racconto del tragico evento, arriva una lettera dall'Italia dove Margherita spiega che sta per essere pagata dall'assicurazione e che regalerà 100.000 sterline ad Arturo per ringraziarlo di aver mantenuto il silenzio sull'accaduto. Purtroppo, lo sciagurato Arturo sta raccontando la storia a un agente dei Lloyd's di Londra incaricato di fare chiarezza su questo strano incidente, ancora non indennizzato, riuscendo a rovinare tutto il diabolico piano proprio poco prima di venire a conoscenza del gesto magnanimo di Margherita.

### Le vacanze intelligenti
Le vacanze estive di Remo e Augusta Proietti, veraci popolani romani, vengono per la prima volta organizzate dai loro figli, ormai quasi tutti prossimi alla laurea che, forti della loro cultura superiore, pongono fine alle vacanze rilassanti dei genitori per rimpiazzarle con visite a musei, città e luoghi d'interesse artistico nonché improbabili concerti. Tra le tappe sono presenti la necropoli della Banditaccia a Cerveteri, il Grand Hotel & La Pace di Montecatini Terme, un concerto di musica contemporanea e la Biennale di Venezia. Come se non bastasse il figlio (futuro medico) impone loro una dieta ferrea, ovviamente poi alla fine, non rispettata. Remo e Augusta sanno anche che al loro ritorno troveranno un nuovo modernissimo arredamento che sostituirà quello vecchio giudicato obsoleto dai loro figli. Le tensioni createsi tra genitori e figli vengono meno solo davanti a un copioso piatto di spaghetti, cucinato dai figli e dai loro bizzarri amici appositamente per gli anziani genitori al termine delle loro estenuanti vacanze.

## Colonna sonora
La colonna sonora del film venne pubblicata in formato LP nel 1979 dalla RCA Italiana (BL 31435).